# یونس دلفی
یونس دلفی (زادهٔ ۱۱ مهر ۱۳۷۹ در شوش) بازیکن فوتبال اهل ایران است که در پست وینگر راست برای باشگاه فوتبال نیروی زمینی تهران بازی می‌کند.

## زندگی شخصی
دلفی در خانواده‌ای اهل فوتبال در شوش متولد شد. دایی او که مربی فوتبال نیز بود، در ۱۰ سالگی او را به تیم فوتبالی در شوش دعوت کرد. در کمتر از یک سال بخش استعداد یاب‌های تیم استقلال خوزستان او را کشف کرده و به تیم استقلال خوزستان می‌برند.
با حضور در استقلال خوزستان آنقدر خوب کارکرده که مشتری‌های بسیاری از لیگ ایران به دنبال جذب او بودند که با مخالفت اعضای هیئت مدیره حتی انتقال او به یک تیم ایتالیایی هم منتفی گردید، در نهایت در سال ۲۰۱۹ به لیگ بلژیک و تیم رویال شارلوا با مدیریت خانواده بیات پیوست و نتوانست در شارلوا بازی‌های خوب خود را تکرار کند تا سرانجام در سال ۲۰۲۰ با قراردادی قرضی به گوریتسا پیوست.

## عملکرد باشگاهی

### استقلال خوزستان
در سال ۱۳۹۲ که عبدالله ویسی ابتدا او را به تیم نوجوانان استقلال خوزستان و سپس به تیم بزرگسالان این باشگاه دعوت می‌کند. در فصل نخست حضور او در استقلال خوزستان تنها دقایق کمی به او بازی رسید. اما پس از پایان فصل از سپاهان پیشنهاد دریافت می‌کند. اما باشگاه استقلال خوزستان برای رفتن او به سپاهان ۵۰۰ میلیون تومان رضایت‌نامه درخواست کرد که سپاهان موفق به پرداخت این مبلغ نشد. او در فصل ۹۵–۹۶ که استقلال خوزستان در فصل قبلی قهرمان شده بود در پی جدایی بازیکنان از این تیم از یک تیم در ایتالیا پیشنهاد دریافت می‌کند که هیئت مدیره به شدت با این پیشنهاد مخالفت می‌کند.

### شارلوا
یونس دلفی در ۳۱ ژانویه ۲۰۱۹ با قراردادی سه ساله به تیم رویال شارلوا بلژیک پیوست.

## آمار باشگاهی
تا تاریخ ۲۵ مه ۲۰۲۲
| باشگاه                | لیگ                   | فصل                   | لیگ  | لیگ | جام  | جام | بین‌المللی | بین‌المللی | مجموع | مجموع |
| باشگاه                | لیگ                   | فصل                   | بازی | گل  | بازی | گل  | بازی      | گل        | بازی  | گل    |
| --------------------- | --------------------- | --------------------- | ---- | --- | ---- | --- | --------- | --------- | ----- | ----- |
| استقلال خوزستان       | لیگ برتر              | ۹۶–۱۳۹۵               | ۶    | ۰   | ۰    | ۰   | ۰         | ۰         | ۶     | ۰     |
| استقلال خوزستان       | لیگ برتر              | ۹۷–۱۳۹۶               | ۲۴   | ۷   | ۲    | ۰   | _         | _         | ۲۶    | ۷     |
| استقلال خوزستان       | لیگ برتر              | ۹۸–۱۳۹۷               | ۹    | ۰   | ۲    | ۰   | _         | _         | ۱۱    | ۰     |
| مجموع استقلال خوزستان | مجموع استقلال خوزستان | مجموع استقلال خوزستان | ۳۹   | ۷   | ۴    | ۰   | _         | _         | ۴۳    | ۷     |
| رویال شارلوا          | لیگ بلژیک             | ۱۹–۲۰۱۸               | ۶    | ۱   | ۰    | ۰   | ۰         | ۰         | ۶     | ۱     |
| رویال شارلوا          | لیگ بلژیک             | ۲۰–۲۰۱۹               | ۰    | ۰   | ۰    | ۰   | ۰         | ۰         | ۰     | ۰     |
| رویال شارلوا          | لیگ بلژیک             | ۲۱–۲۰۲۰               | ۰    | ۰   | ۰    | ۰   | ۰         | ۰         | ۰     | ۰     |
| رویال شارلوا          | لیگ بلژیک             | ۲۲–۲۰۲۱               | ۰    | ۰   | ۰    | ۰   | ۰         | ۰         | ۰     | ۰     |
| مجموع شارلوا          | مجموع شارلوا          | مجموع شارلوا          | ۶    | ۱   | ۰    | ۰   | ۰         | ۰         | ۶     | ۱     |
| گوریتسا               | لیگ کرواسی            | ۲۱–۲۰۲۰               | ۵    | ۲   | ۰    | ۰   | ۰         | ۰         | ۵     | ۲     |
| گوریتسا               | لیگ کرواسی            | ۲۲–۲۰۲۱               | ۲۱   | ۱   | ۱    | ۰   | ۰         | ۰         | ۲۲    | ۱     |
| مجموع گوریتسا         | مجموع گوریتسا         | مجموع گوریتسا         | ۲۶   | ۳   | ۱    | ۰   | ۰         | ۰         | ۲۷    | ۳     |
| مجموع آمار            | مجموع آمار            | مجموع آمار            | ۷۱   | ۱۱  | ۵    | ۰   | ۰         | ۰         | ۷۶    | ۱۱    |

## افتخارات

### باشگاهی

#### استقلال خوزستان
- لیگ برتر خلیج فارس
  - قهرمانی(۱):۹۴–۹۵

### ملی

#### تیم ملی نوجوانان ایران
- مسابقات فوتبال زیر ۱۶ سال آسیا
  - نایب قهرمانی(۱):۲۰۱۶